# Mieczysław Kwaśniak
Mieczysław Adam Kwaśniak (ur. 11 listopada 1954 w Garwolinie, zm. 21 października 2020) – polski specjalista w zakresie geodezji inżynieryjno-przemysłowej oraz geodezji górniczej, dr hab. inż.

## Życiorys
W 1974 roku ukończył Technikum Geodezyjne w Żelechowie. Studiował na Wydziale Geodezji i Kartografii Politechniki Warszawskiej, w 1979 roku uzyskał dyplom magistra inżyniera ze specjalnością geodezja inżynieryjno-przemysłowa. Bezpośrednio po zakończeniu studiów rozpoczął pracę na tymże Wydziale w charakterze nauczyciela akademickiego w Zakładzie Geodezji w Budownictwie Podziemnym i Górnictwie w Instytucie Geodezji Gospodarczej. W 1988 roku obronił pracę doktorską, 27 września 2013 habilitował się na podstawie pracy zatytułowanej Badanie wpływu niezawodności wewnętrznej sieci geodezyjnej na efektywność wybranych podejść do wykrywania błędów grubych. W 2014 roku nadano mu tytuł profesora nadzwyczajnego.

## Działalność naukowa

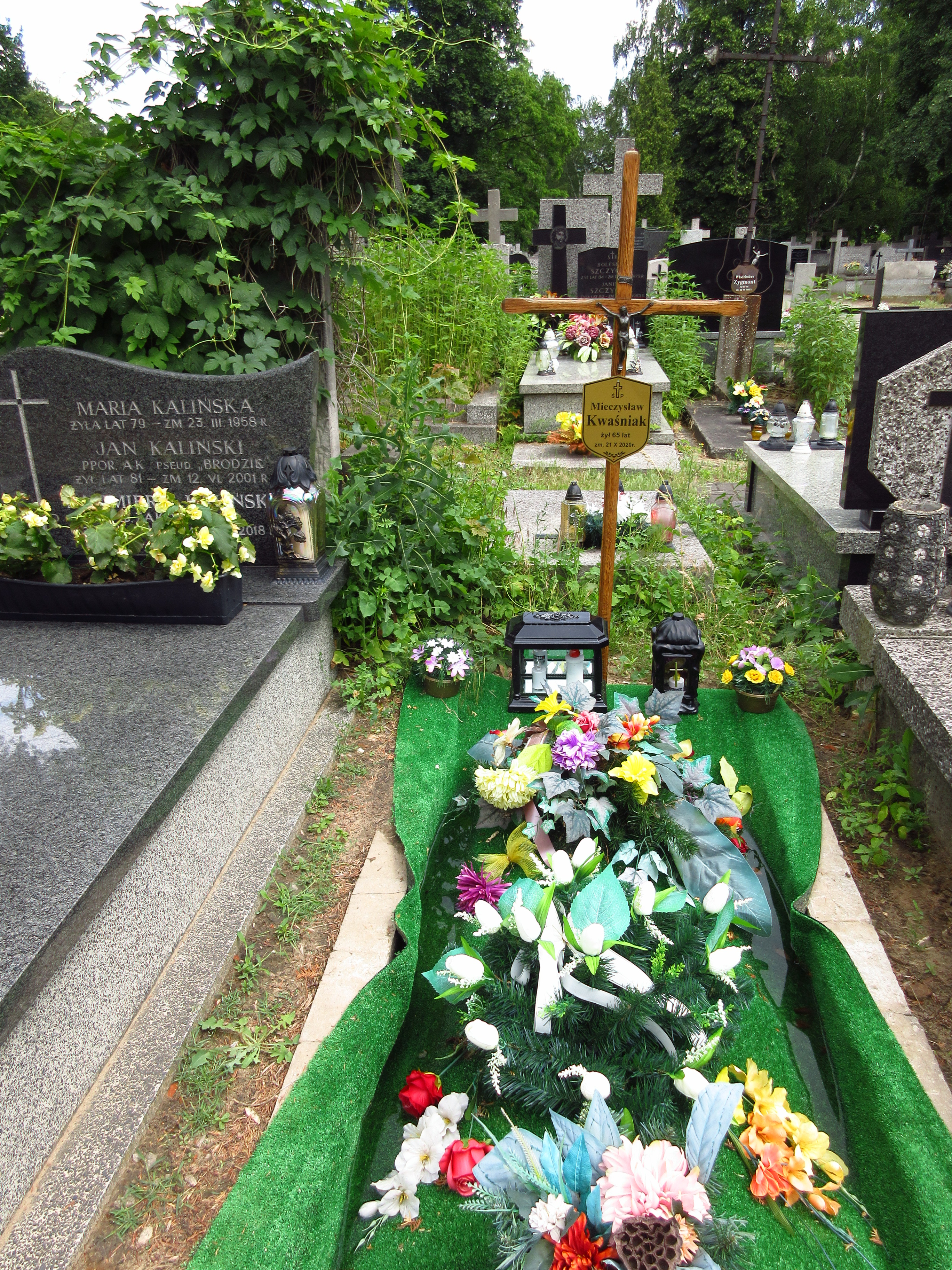
Grób profesora Mieczysława Kwaśniaka na cmentarzu Bródnowskim (2021)

Był profesorem uczelni Katedry Geodezji Inżynieryjnej i Systemów Pomiarowo-Kontrolnych Wydziału Geodezji i Kartografii Politechniki Warszawskiej. Był autorem wielu publikacji naukowych, a także współautorem trzech podręczników akademickich. Był również recenzentem wielu publikacji w krajowych i zagranicznych czasopismach naukowych. Jego zainteresowania naukowe koncentrowały się w obszarach geodezyjnego wyznaczania przemieszczeń, różnych metod opracowywania obserwacji, modelowania danych geodezyjnych oraz metod wykrywania błędów grubych w układach obserwacyjnych.
Badania naukowe w wymienionych obszarach realizował zarówno jako uczestnik różnych zespołowych projektów naukowo-badawczych, jak i w ramach badań statutowych oraz własnych. Był również współautorem wielu ekspertyz z zakresu badania przemieszczeń i deformacji różnych obiektów inżynierskich. W ramach obowiązków dydaktycznych prowadził zajęcia z przedmiotów takich, jak geodezyjne pomiary przemieszczeń, pomiary przemieszczeń i analiza deformacji, geodezja w budownictwie podziemnym i górnictwie, grafika inżynierska Za pracę naukową i dydaktyczną był kilkukrotnie nagradzany przez Rektora Politechniki Warszawskiej. Był opiekunem ponad stu prac dyplomowych magisterskich i inżynierskich, a także recenzentem podobnej liczby prac dyplomowych.

## Miejsce spoczynku
Pochowany na cmentarzu Bródnowskim (kwatera 59H-6-29).